# جاش داکرز-کوگلی
جاش داکرز-کوگلی (انگلیسی: Josh Dacres-Cogley؛ زادهٔ ۱۲ مارس ۱۹۹۶) بازیکن فوتبال اهل بریتانیا است.
از باشگاه‌هایی که در آن بازی کرده‌است می‌توان به باشگاه فوتبال بیرمنگام سیتی اشاره کرد.